# Drimia capensis
Drimia capensis là một loài thực vật có hoa trong họ Măng tây. Loài này được (Burm.f.) Wijnands mô tả khoa học đầu tiên năm 1983.